# Cronaca dei re di Alba
La Cronaca dei re di Alba (o Cronaca scozzese) è una breve cronaca dei sovrani di Alba (odierna Scozia), che copre il periodo compreso tra re Cináed I mac Ailpín (morto nell'858) e re Cináed II mac Maíl Coluim (971–995).

## Storia
William Forbes Skene chiamò quest'opera Cronaca dei re degli scoti, mentre altri l'hanno definita Antica cronaca scozzese, ma alla fine tra gli studiosi ha prevalso il nome di Cronaca dei re di Alba.
L'unica versione superstite è contenuta nel manoscritto Poppleton, conservato nella Biblioteca nazionale di Francia. L'opera riveste una grande importanza per la conoscenza del periodo storico trattato e anche per alcuni aspetti linguistici di iberno-latino. Senza dubbio il testo originale fu scritto in Scozia, forse agli inizi dell'XI secolo, poco dopo il regno di Cináed II, l'ultimo sovrano menzionato nell'opera.